# Salterio Sternhold e Hopkins

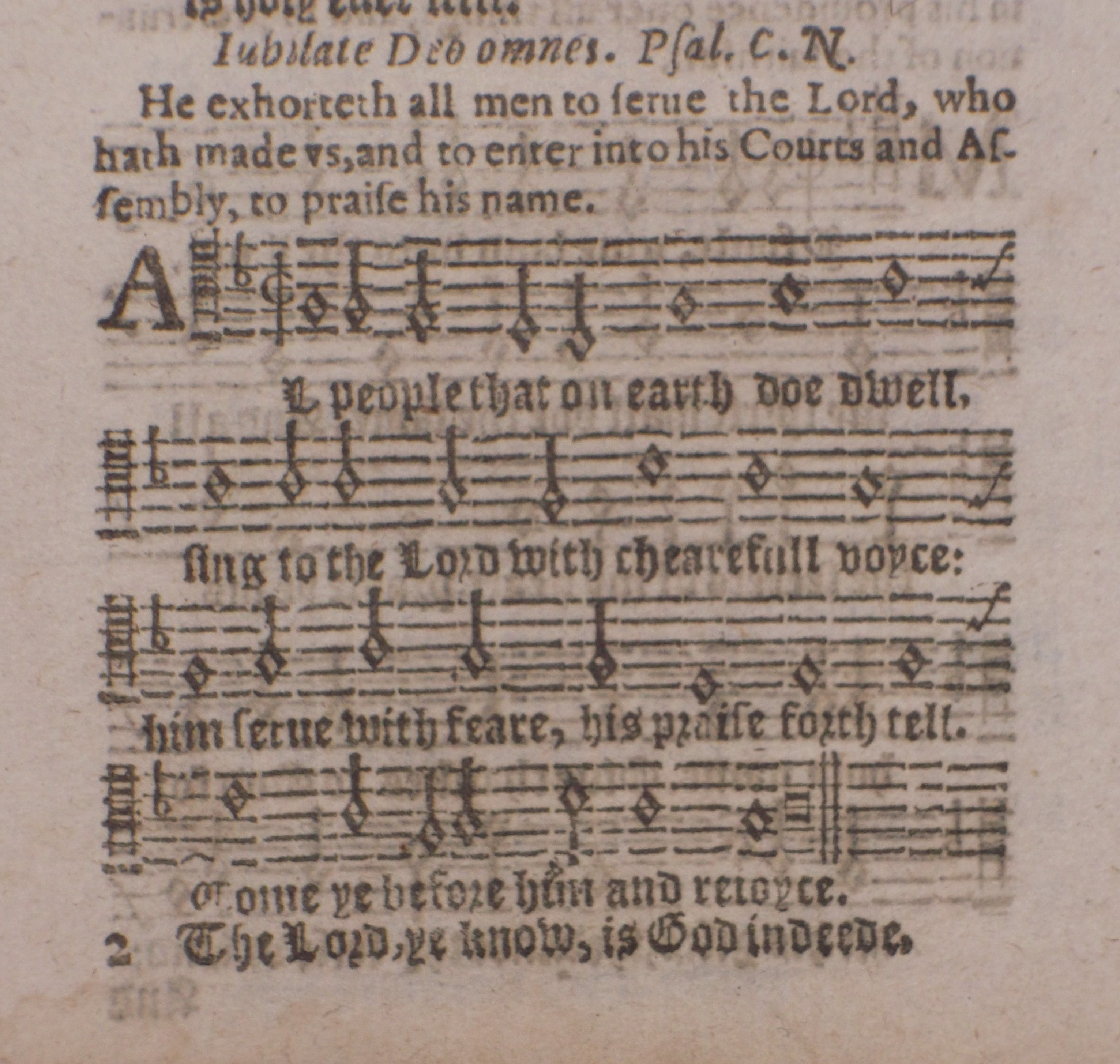
Il salmo 100 in versione metrica, dal libro del 1628 dei Salteri di Sternhold & Hopkins

Il Salterio Sternhold e Hopkins è una collezione di Salmi. 

## Descrizione
Tra la metà del 1547 e i primi mesi del 1549, Thomas Sternhold pubblicò il suo primo e breve libro costituito da 19 salmi e intitolato Certayn Psalmes. Nel dicembre del 1549, il suo postumo Al such psalmes of Dauid as Thomas Sternehold ... didde in his life time draw into English Metre venne stampato, contenendo 37 salmi di Sternhold e, in una sezione separata alla fine, sette salmi di John Hopkins. Questa collezione si diffuse in Europa continentale a seguito dell'esilio dei protestanti durante il regno di Maria Tudor, e venne stampata a Ginevra, sia nella versione originale che nelle successive incorporanti ulteriori salmi. Nel 1562, l'editore John Day portò con sé in America diverse edizioni della versione di Ginevra e diversi nuovi salmi di John Hopkins, Thomas Norton, e John Markant realizzando The Whole Booke of Psalmes, Collected into English Meter. In aggiunta alla versione metrica di tutti i 150 salmi, il volume comprendeva versione in versi del Simbolo degli apostoli, del Magnificat ed altri passi biblici dei testi cristiani, così come diverse preghiere in versi non scritturali e un lungo elenco di preghiere in prosa in gran parte tratte dal English Forme of Prayers utilizzato a Ginevra. 
Sternhold e Hopkins scrissero quasi tutti i loro salmi nel "comune" o nel  metro della ballata popolare. Le loro versioni furono abbastanza ampiamente diffuse in quel periodo; copie del Salterio di Sternhold e Hopkins erano legate a molte edizioni della Bibbia di Ginevra, e le loro versioni dei Salmi vennero utilizzate in molte chiese. Il Salterio di Sternhold e Hopkins è stato pubblicato anche nella versione con la musica, in gran parte presa in prestito dal francese Salterio di Ginevra. Una raccolta della loro collezione che è sopravvissuta nel tempo è la forma metrica del Salmo 100 attribuita a William Kethe, con la melodia conosciuta come la Old 100th, spesso usato come dossologia.